# ウィンザー (オンタリオ州)
ウィンザー（英語：Windsor）は、カナダ・オンタリオ州南西部のエセックス郡にある都市。別名「バラの市」とも呼ばれる。デトロイト川をはさんですぐ北側はアメリカ合衆国ミシガン州デトロイト市である。人口は22万9660人（2021年）。主な産業は加工組立、鉱業、観光、農業で、カナダ国内でも有数の自動車工業都市でもある。国境を越えアメリカ合衆国からも多くの人が訪れる。
地理的にはエセックス郡内にあるが、行政としてはエセックス郡から独立し、独自の行政権を持つ市である。

## 歴史
1748年にフランスからの農民が定住し、モントリオール以西で最古の欧州系移民定住地となった。
当初はプチ・コット（Petite Côte、小岸）と名付けられ、その後ラ・コット・ドゥ・ミゼール（La Côte de Misère、貧困の岸）と呼ばれた。ウィンザーではフランス文化からの名残として、フランス系の通りの名前にその影響が多く見られる。フランス語系の人々もウィンザーやその周辺に大変多い。現在のウィンザーの街路名制度は、川に沿って長く狭く土地利用する当時のフランスの農地分割制度を反映している。
アメリカ独立からすぐの1794年、後にイギリス・バークシャーの町の名からとってウィンザーと改名されるサンドウィッチ定住地が拓かれた。サンドウィッチはウィンザーの西側で、1855年にエセックス郡裁判所として建てられたマッケンジー・ハウスなどの古い建物の多い地域である。
ウィンザーはグランド・トランク鉄道が開通した1854年に村制施行され、1858年町制施行され、最終的に1892年に市制施行された。20世紀に入ってからは周辺の町と合併し成長した。
デトロイトとの間にある国境は、グリーンカードやパスポートを提示することで通過することができるが、
1943年と1967年のデトロイト暴動の際、また2020年に2019新型コロナウイルスの感染が拡大した際に閉鎖された歴史がある。

## 交通

### バス
- ウィンザー交通局によりバスの路線網が形成されている。

市中心部にあるウィンザー国際トランジット・ターミナル（Windsor International Transit Terminal、略称：WITT）を中心に14本の路線が存在し、市のほぼ全域を覆っている。
運賃は全区間一律2.25ドル。定期券は毎月更新が必要で、学生用は55ドル。5枚綴りの回数券も発売されており、これは大人10.5ドル、学生8ドル。

### 空港
- ウィンザー空港（w:Windsor Airport IATA:YQG,ICAO: CYQG）：ゼネラルアビエーションの拠点となっている。IATA空港コードであるYQGから、キャッチフレーズは「Your Quick Gateway」

### 道路
- 400番台オンタリオ・ハイウェイ
  - ハイウェイ401号線 （Highway 401）の南西端となっている。
- デトロイト・ウィンザートンネル
- アンバサダー橋

### 鉄道
- VIA鉄道：ウィンザー駅があり、ロンドンを経由してトロントに至る列車が4本/日運行されている。
- カナダ太平洋鉄道：ウィンザー・ヤード、および鉄道用トンネル
- カナディアン・ナショナル鉄道：Van de Waterヤード

## 教育

### 大学
- ウィンザー大学（英語版）
- St.Clair College（英語版）

### 中等教育学校
- Assunption College Cathoric School
- Cathoric Central
- Century
- Ecole Cecondaire E.J. Lajeunesse
- F.J. Brennan
- Forster
- Herman
- Holy Names
- Kennedy
- Massey
- PASS（Windsor West）
- PASS（Windsor East）
- River Side
- St.Joseph's
- St.Michael's H.S.
- St.Michael's Adult
- Walkerville

## 主な企業
- ハイラム・ウォーカー
- クライスラー
- シーザーズ・エンターテインメント

## ウィンザー出身の人物
- リッチー・ホゥティン:ミュージシャン
- オリヴァー・プラット:俳優
- アブドーラ・ザ・ブッチャー:プロレスラー
- ピーティー・ウィリアムズ:プロレスラー
- シャナイア・トゥエイン:シンガーソングライター
- デイヴィッド・ヒューベル:ノーベル賞を受賞した科学者
- ポール・マーティン:元カナダ首相（カナダ自由党）

## 姉妹都市
- 藤沢市 （日本・神奈川県） - 1987年12月2日提携。双方の気候、文化、産業等が多くの共通性をもっていることなどから。
- サン＝テチエンヌ、フランス
- オフリド、北マケドニア
- ルブリン、ポーランド
- マンハイム、ドイツ
- コヴェントリー、イギリス
- Las Vueltas、エルサルバドル
- 長春、中国
- 群山市、大韓民国
- サルティヨ、メキシコ
- ウーディネ、イタリア
- Granby,、ケベック州、カナダ